# Сан-Педру-де-Олівейра
Сан-Педру-де-Олівейра (порт. São Pedro de Oliveira; МФА: [ˈsɐ̃w ˈpe.dɾu dɨ o.ɫi.ˈvɐj.ɾɐ]) — парафія в Португалії, у муніципалітеті Брага. Розташована в північно-західній частині країни, на теренах історичної португальської провінції Дору-Міню. Входить до складу округу Брага. За адміністративним поділом, чинним до 1976 року, терени парафії були складовою провінції Міню. Належить до Бразької архідіоцезії Католицької церкви. Патрон — святий Петро. Площа — 2,2434 км². Населення — 515 ос. (2011). Сильно урбанізований регіон. Густота населення — 229,56 осіб/км²
. Код — 030348.

## Назва
- Олівейра (Сан-Педру) (порт. Oliveira (São Pedro)) — офіційна назва[5].

## Населення
| Кількість мешканців | Кількість мешканців | Кількість мешканців | Кількість мешканців | Кількість мешканців | Кількість мешканців | Кількість мешканців | Кількість мешканців | Кількість мешканців | Кількість мешканців | Кількість мешканців | Кількість мешканців | Кількість мешканців | Кількість мешканців | Кількість мешканців |
| ------------------- | ------------------- | ------------------- | ------------------- | ------------------- | ------------------- | ------------------- | ------------------- | ------------------- | ------------------- | ------------------- | ------------------- | ------------------- | ------------------- | ------------------- |
| 1864                | 1878                | 1890                | 1900                | 1911                | 1920                | 1930                | 1940                | 1950                | 1960                | 1970                | 1981                | 1991                | 2001                | 2011                |
| 329                 | 372                 | 362                 | 393                 | 390                 | 368                 | 411                 | 462                 | 472                 | 489                 | 497                 | 560                 | 614                 | 568                 | 515                 |